# Tyrrenska havet
Tyrrenska havet (ibland Tyrrhenska havet), är den del av Medelhavet som är belägen mellan Apenninska halvön, Sicilien, Sardinien och Korsika. Havet är förbundet med Liguriska havet i nordväst vid den Toskanska arkipelagen och med Joniska havet i sydost via Messinasundet.  Längst i norr ligger den Toskanska arkipelagen med ön Elba och i söder, norr om Sicilien finns de Eoliska öarna. Tyrrenska havet är som djupast ca 3 550 m.

## Namn
Tyrrenska havet har fått sitt namn från det grekiska namnet på etruskerna – Tyrsenoi eller Tyrrenoi.
Runt havet talas ett antal olika språk, och havet har på de olika språken samma namn fast med lokala stavning. De olika namnen är Mari Tirrenu (korsikanska), Mer Tyrrhénienne (franska), Mare Tirreno (italienska), Mar Tirreno (napolitanska), Mari Tirrenu (sicilianska) och Mare Tirrenu (sardiska). Alla dessa språk är dotterspråk till latin, där havet bar namnet Mare Tyrrhenum.